# Vladimir (okręg Dolj)
Vladimir – wieś w Rumunii, w okręgu Dolj, w gminie Goiești. W 2011 roku liczyła 147 mieszkańców.